# Wondul Range National Park
Wondul Range National Park är en park i Australien. Den ligger i delstaten Queensland, omkring 210 kilometer väster om delstatshuvudstaden Brisbane. Wondul Range National Park ligger 450 meter över havet.
Trakten runt Wondul Range National Park är nära nog obefolkad, med mindre än två invånare per kvadratkilometer.. Det finns inga samhällen i närheten.
I omgivningarna runt Wondul Range National Park växer huvudsakligen savannskog. Genomsnittlig årsnederbörd är 830 millimeter. Den regnigaste månaden är januari, med i genomsnitt 176 mm nederbörd, och den torraste är augusti, med 23 mm nederbörd.